# Comunità territoriale di Monastyryšče
La Comunità territoriale urbana di Monastyryšče (in ucraino Монастирищенська міська громада?) è una hromada ucraina, situata nel distretto di Uman' e nell'oblast' di Čerkasy. Il suo centro amministrativo è la città di Monastyryšče.
L'area della comunità è di 723,8 km², e la popolazione è di 34 817 abitanti (dato del 2020).

## Suddivisioni

### Città
- Monastyryšče

### Insediamenti di tipo rurale
- Cybuliv
- Kudyniv Lis
- Pokrovka
- Vil'na
- Volodymyrivka
- Zabiljany

### Villaggi
- Avramivka
- Antonina
- Bačkuryne
- Bubel'nja
- Chalaïdove
- Chejlove
- Dibrivka
- Dolynka
- Ivachny
- Knjaža Krynycja
- Knjažyky
- Kolijuvata
- Korytja
- Les'kove
- Lestyčivka
- Lukašivka
- Matvïïcha
- Nove Misto
- Novosilka
- Pans'kyj Mist
- Polovynčyk
- Popudnja
- Šabastivka
- Sarin
- Šarnopil'
- Satanivka
- Stepivka
- Tarasivka
- Tarnava
- Teolyn
- Terlycja
- Vladyslavčyk
- Zabiljany
- Zarubynci
- Zjubrycha